# ديربي تونس الصغير
دربي تونس الصغير هي مباريات لكرة القدم تقام بين فرق إقليم مدينة تونس. تكون هيكل المباريات كل من النادي الإفريقي والترجي الرياضي التونسي ضد الملعب التونسي و لكن المباريات التي تجمع النادي الإفريقي والترجي تسمى ديربي تونس العاصمة.

## الفرق المتنافسة

### الترجي الرياضي التونسي
الترجي الرياضي التونسي هو أقدم نادٍ رياضي متعدد الاختصاصات ينشط في تونس وأكثرها تتويجا محليا في رياضتي كرة القدم وكرة اليد. يضم النادي عدة اختصاصات أخرى هي: الكرة الطائرة، كرة السلة، الملاكمة، المصارعة، الجيدو، السباحة. ويعد فريق كرة القدم للنادي من المتراهنين التقليديين على لقب البطولة صحبة النادي الإفريقي والنجم الرياضي الساحلي والنادي الرياضي الصفاقسي، وتكون مقابلات الدربي التي تجمعه بالنادي الإفريقي ذات نكهة خاصة، ومنذ الاستقلال (1956) فاز الترجي على النادي الإفريقي ب 49 مقابلة مقابل 30 للنادي الإفريقي. فاز فريق كرة القدم بالبطولة 27 مرة، وبالكأس 16 مرة وبالثنائي 4 مرات، آخرها خلال عام 2011 وهو أول ثنائي  بعد الثورة، وبذلك يكون الترجي صاحب أكبر عدد من البطولات وكذلك أكبر عدد من الكؤوس في تونس. عرف الفريق قاريا فترته الذهبية في التسعينات بفوزه ب3 ألقاب مختلفة إضافة لكأس السوبر والكأس الأفروآسياوية، كما أحرز لقب رابطة الأبطال الأفريقية مرتين مع وصوله إلى النهائي 6 مرات. وللترجي أرقام قياسية عدة منها أن غريمه التقليدي (النادي الإفريقي) عجز عن الانتصار عليه مدة 10 سنوات متتالية في كل البطولات. أما فريق كرة اليد، فقد فاز بالبطولة 30 مرة، منها 15 مرة بصفة متوالية بين 1971 و1985، كما فاز بالكأس 25 مرة منها 16 مرة بالثنائي.

### النادي الإفريقي
النادي الإفريقي (أو الأفريقي) أسس سنة 1920 مقره باب الجديد في قلب العاصمة التونسية. يعد فريق كرة القدم للنادي أحد المتراهنين التقليديين على لقب البطولة إلى جانب منافسيه النادي الرياضي الصفاقسي والنجم الرياضي الساحلي والترجي الرياضي التونسي ويدربه حاليا بارتران مارشان. توج الفريق بإثنتا عشر كأسا و ثلاثة عشر بطولة وثلاثة كؤوس سوبر. يضم النادي عدة اختصاصات أخرى أهمها: كرة اليد، كرة السلة، السباحة، كرة الماء. النادي الإفريقي أيضا هو أول فريق تونسي يتحصل على كأس إفريقيا للأندية البطلة في بداية التسعينات سنة 1991 كما فاز بالكأس الأفروآسيوية للأندية سنة 1992 والبطولة العربية للأندية الفائزة بالكؤوس سنة 1995 ودوري أبطال العرب سنة 1997 وكأس شمال أفريقيا للأندية البطلة في مناسبتين سنة 2008 و2010 والكأس المغاربية للأندية البطلة في ثلاث مناسبات سنة 1974 و1975 و1976 والكأس المغاربية للأندية الفائزة بالكؤوس سنة1971. حقق الفريق إنجازا باهرا في موسم 1991-1992 عندما فاز بالبطولة والكأس و كأس إفريقيا للأندية البطلة لكرة القدم والكأس الأفروآسيوية للأندية محققا بذلك الرباعية التاريخية بقيادة الروماني بلاتشي . أبرز اللاعبين الذيم مروا على فريق كرة القدم من التونسيين منير القبائلي - محمد صالح الجديدي -الطاهر الشايبي -الصادق ساسي- مختار النايلي -كمال الشبلي -سامي النصري -فوزي الرويسي -سمير السليمي -عادل السليمي -و من الاجانب فوضيل مغاريا -جزائري -عبد الجليل حدة (كماتشو) مغربي و التوغولي سالو تاجو.

### الملعب التونسي
الملعب التونسي  هو ناد تونسي متعدد الاختصاصات مقره باردو بتونس العاصمة أسس سنة 1948. يعرف بالنادي الملكي لارتباطه ببايات تونس . قسم كرة القدم به يمثل أحد أهم الفرق بالعاصمة بجانب كل من النادي الإفريقي والترجي الرياضي التونسي. ينافس على لقب الرابطة التونسية المحترفة لكرة القدم في الدرجة الأولى. يمارس النادي ميرانه ومبرياته الرسمية في نطاق البطولة أو خارجها  علي أرضية ملعب الهادي النيفر في  باردو بالعاصمة التونسية ولعب كذالك في ملعب الشاذلي زويتن و يمكنه استقبال عدة منافسين على ملعب رادس أو ملعب المنزه. يلعب النادي بقميص أحمر وأخضر وتبان أبيض وهي ألوان بايات تونس الذي وضع الفريق تحت تصرفهم قبل الاستقلال سنة 1956. عرف الفريق فترته الذهبية في النصف الثاني من الخمسينات والنصف الأول من الستينات بفوزه ب4 بطولات و6 كؤوس. بقي من وقتها بدون الحصول على ألقاب محلية إلى سنة 2003، تاريخ حصوله على كأس تونس بعد فوزه على النادي الإفريقي (1-0). وقد وصل الدور النهائي لكأس تونس موسم 91-92 و خسر النهائي أمام النادي الإفريقي بنتيجة 2-1.وقد وصل الدور نصف النهائي لكأس تونس لموسم 2007-2008 وخسر أمام النجم الرياضي الساحلي بالضربات الترجيحية (5-6) بعد انتهاء المقابلة بالتعادل (2-2).وقد وصل الدور نصف النهائي لكأس تونس لموسم 2009-2010 وخسر أمام الأولمبي الباجي (1-0).

## المباريات
===الترجي الرياضي التونسي - الملعب التونسي===.